# Narcissus hedraeanthus
Narcissus hedraeanthus là một loài thực vật có hoa trong họ Amaryllidaceae. Loài này được (Webb & Heldr.) Colmeiro mô tả khoa học đầu tiên năm 1889.

## Hình ảnh

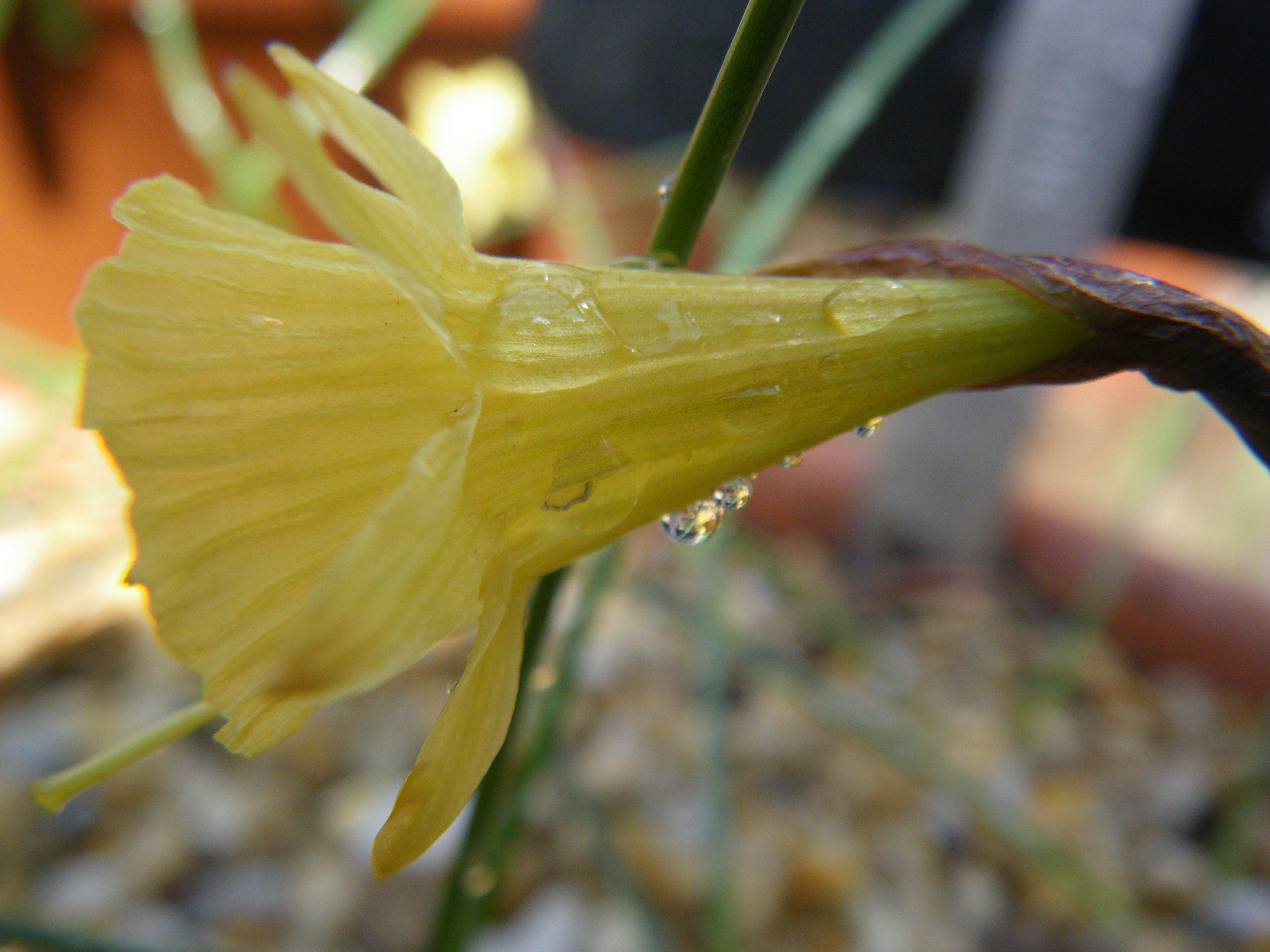